# Amalarico
Amalarico (em latim: Amalaricus; ? – 531), rei dos visigodos, filho de Alarico II com Teodegoda, era ainda criança quando seu pai morreu na batalha de Vouillé contra o rei franco Clodoveu I (507). Para sua segurança foi levado a Hispânia, que, junto com a Provença, eram na época governadas por seu avô materno, o rei ostrogótico Teodorico, o Grande (r. 474–526).
O jovem Amalarico foi proclamado rei em 522, e quatro anos depois, com a morte de Teodorico, foi coroado rei dos visigodos, cedendo a Provença a seu primo Atalarico.
Casou-se com uma princesa dos francos, Clotilde, filha de Clodoveu,[carece de fontes?] porém suas brigas com ela — sendo ele ariano e ela católica — levaram a uma invasão dos francos, governados por Quildeberto I, cunhado de Amalarico.

## Regência de Teodorico(511–526)
Amalarico governou sob a regência de seu avô Teodorico, o Grande, rei dos ostrogodos.
Sabemos que Teodorico exigia dos visigodos o pagamento de um tributo em grãos que servia para abastecer Roma. Em troca, entregava ao reino visigodo um donativo anual. Embora os impostos cobrados fossem importantes, Teodorico exigiu que aumentassem até alcançar os níveis de Eurico e Alarico II (que governavam sobre um território maior). Produziram-se diversos atos injustos dos coletores de impostos comuns e dos coletores de impostos atrasados, e tornou-se habitual o uso de pesos falsos para medir os grãos entregues. As rendas dos domínios reais foram aumentadas em excesso e os diretos aduaneiros alcança um nível exagerado.
Na mesma época se sabe que os homicídios eram bastante comuns e que a situação geral era pouco estável.
Parece que foi Teodorico quem estabeleceu um novo tipo de tremisse (moeda), fabricada já na Península Ibérica, que não haviam existido nos tempos do Império Romano, em imitação dos quais fabricaram suas moedas os borgonheses e francos, e que eram mais fáceis de distinguir das moedas bizantinas e cujo peso era bom.
Até fins de seu reinado, Teodorico nomeou comandante militar a Têudis, que casou-se com uma dama hispano-romana de grande riqueza (podia manter um exército privado de uns mil homens), graças ao qual governou o país a seu gosto, se bem que não descuidou de enviar a Roma o tributo anual.

## Reinado de Amalarico (526-531)
Amalarico firmou um tratado com Atalarico, neto e sucessor de Teodorico na Itália, em virtude do qual se fixaram os limites de ambos reinos e anulou-se o tributo visigodo aos ostrogodos, assim como a subvenção destes aos primeiros. O tesouro real visigodo foi reintegrado. Em virtude dos acordos com os ostrogodos, fixaram-se definitivamente os limites da província Gália Narbonense.

## Morte
Por causa do tratamento brutal que Amalarico deu à sua esposa franca, que não queria se converter ao Arianismo, Quilderico I, seu irmão, atacou Narbona. Amalarico perdeu a batalha e foi morto por um motim dos seus soldados, em 531. Têudis usurpou o trono e reinou por dezessete anos.